# Franc Čanžek
Franc Čanžek – Čajz, slovenski alpinist, * 28. julij 1947, † 11. november 2006.
Svojo alpinistično pot je začel leta 1969 v Celju, v svoji 37-letni karieri pa nanizal več kot tisoč vzponov po vsem svetu. Najbolj aktiven je bil v sedemdesetih in začetku osemdesetih, saj je preplezal številne prvenstvene smeri v naših in tujih gorah ter ponovil skoraj vse najtežje smeri tistega časa. Leta 1972 je postal član Gorske reševalne službe, deloval je kot gospodar postaje Celje, ter kasneje tudi načelnik Alpinističnega odseka Celje – Matica. Njegovo življenjsko pot je prekinila bolezen, še dober mesec pred smrtjo je plezal s tečajniki v stenah nad Korošico. 
Bil je član prve jugoslovanske alpinistične odprave v Karakorum leta 1977, kjer je nameraval preplezati Gašerbrum I, kar pa mu ni uspelo.  Pozneje se je udeležil še več odprav, eno od njih je tudi vodil. V južnoameriške Ande je odšel leta 1978 in 1987. Na Norveškem je leta 1980 v Trolltindenu splezal prvenstveno smer – Jugoslovansko. Preplezal je deset prvenstvenih smeri, njegova najbolj znana je Spominska Draga Bregarja v Štajerski Rinki z oceno VI, ki še vedno velja za izziv marsikaterem plezalcu. Znana je tudi Direktna smer v Turški gori z oceno V+. Uspela mu je tudi prva zimska ponovitev Spominske smeri Iva Reye, ki ima poleti oceno V+. Osebno je za svojo najljubšo navajal Francosko smer v zahodni Cini, z oceno VI, A4.
Leta 1982 je bil med člani celjskega alpinističnega odseka, ki so prejeli Bloudkovo plaketo za dosežene uspehe na področju alpinizma. Avgusta 1988 se je huje poškodoval pri plezanju v Štajerski Rinki, a po okrevanju hitro spet nadaljeval z vzponi. Celjski reševalci so po njem poimenovali zavetišče na Okrešlju.